# Ametyst
Ametyst er navnet på en smykkesten af kvarts-gruppen. Den har en hårdhed på 7, og en massefylde på 2,65.
Ametyster varierer i farve fra bleg violet til purpurfarvet og kan endvidere være flerfarvet med klar eller gul kvarts. Som oftest er spidsen af krystallen mørkest, og indad mod midten toner den ud i farveløs kvarts.
De rødlige ametyster stammer først og fremmest fra Uralbjergene, andre gode kilder til ametyster er Tyskland, Vestaustralien, Zambia og Namibia. I Uruguay og Brasilien findes ametyster i hulninger i vulkanske bjergarter. Der forekommer ametyster i en række af de amerikanske stater. Violette ametyster findes i Canada, og der er mange krystalkældre med ametyster i Indien. De bedste smykkeametyster kommer fra Sri Lanka.

## Fysiske og optiske egenskaber
Ametyster skifter farve ved opvarmning, og sten fra forskellige steder får ikke den samme farve. Nogle bliver brune, andre gule eller grønne. Farveskiftene er uforudsigelige, og farven kan falme.
Ametyst er dikroitisk og viser farverne blå-lilla, og rød-lilla. Det adskiller de varmebehandlede sten fra de ubehandlede sten, da varmebehandlede sten ikke udviser dikroisme.
Kemisk sammensætning: SiO2, siliciumoxid
Formationer: Formes i pegmatit diger som hydrotermisk krystaller. Kan forekomme i meget store krystaller
Usædvanlige egenskaber: Kvarts har den usædvanlige egenskab af piezoelektriske effekt som når krystaller påvirkes af mekaniske kræfter, reagerer ved at danne en elektrisk spænding der kan måles på krystallets overflade. Derfor bruges krystallet i kvartsure og andre slags instrumenter.
Farver: Violet - lilla 
Slidstyrke: Meget god. Ekstrem varme skal undgås da farven kan blege hvis opvarmet til over 470 grader celsius.
Krystalsystem: Trigonal
RI: 1,544 - 1,553
Optiske egenskaber: Uniaksial positiv, U+
Absorptionsspektrum: Ingen som vil hjælpe i diagnosticering 
Vægtfylde (SG): Gennemsnit  2,63 - 2,66
Specielle identificerende egenskaber og test: Meget svær at adskille fra syntetisk ametyst. The Brazil Law twinning som tidligere blev brugt som diagnosticering
ved at betragte stenen under krydset polariserings filter nedsænket i immersionscelle har vist sig at være utilstrækkeligt da twinning er fundet i syntetiske ædelstene. Kan adskilles i RAMAN mikroskop. 
Syntetisk: Ja meget udbredt i markedet.
Imitationer: Mange, inklusiv lilla scapolit.